# بالا کوه
بالا کوه (به لاتین: Bala Kuh) یک منطقهٔ مسکونی در افغانستان است که در ولایت بلخ واقع شده‌است. بالا کوه ۶۵۲٬۲۳۰ کیلومتر مربع مساحت و ۳۰٬۴۱۹ نفر جمعیت دارد.